# Adi Pinter
Adolf „Adi“ Pinter (* 19. Januar 1948 in Graz; † 20. Mai 2016) war ein österreichischer Fußballtrainer, Mental-Coach und Politiker.

## Leben
Pinter wuchs mit seinem Bruder in einem Waisenhaus der steirischen Landeshauptstadt Graz auf. Er begann seine Laufbahn als Fußballspieler beim Grazer AK; nach Einsatz und Trainings in allen Jugendmannschaften wechselte Pinter bereits als junger Senior nach Belgien. Später wurde er dort Spielertrainer, ging nach Deutschland und nach Schweden. 1978 beendete er das Sportstudium an der Deutschen Sporthochschule Köln, lernte in Belgien Ernst Happel beim FC Brügge kennen und blieb dessen Schüler auch in anderen Vereinen bis zu Happels Tod. Adi Pinter lebte mit seiner Frau und vier Kindern in Bayern.

## Leistungen
Beim KRC Harelbeke war Adi Pinter Co-Trainer von Ernst Happel. Danach wurde er Volontär beim Hamburger SV. Pinter wurde Mental Coach bei Bio-Med von 1988 bis 1998 und von 1998 bis 2011 Chef-Coach im Seminarzentrum Total Coaching. Danach war Pinter Trainer beim Regionalligisten FC Superfund Pasching (Österreich). Ab Dezember 2007 wurde Pinter vom Präsidenten der Fürstenfeld Panthers als Mental Coach verpflichtet. Zusammen mit dem Basketball-Headcoach Aaron Mitchell wurden in der gleichen Saison die Fürstenfeld Panthers österreichischer Meister. Im Dezember 2009 übernahm Pinter das Traineramt des kroatischen Erstligisten NK Croatia Sesvete und wurde nach einer Woche und einem Spiel wieder entlassen. Nach dem Auswärtsspiel gegen Dinamo Zagreb äußerte Pinter Vermutungen, dass es Unregelmäßigkeiten im Spielbetrieb gäbe. Wochen später wurden 21 Personen wegen Wettskandalen verhaftet, unter anderem Jasmin Agić und Personen von NK Croatia Sesvete und Dinamo Zagreb.
Im Oktober 2011 wurde Pinter als neuer Trainer des abstiegsgefährdeten FC Superfund Pasching in der Regionalliga Mitte vorgestellt, wo er einen Monat später schon fristlos entlassen wurde, weil er beim Spiel gegen den Grazer AK seinen mit einem GAK-Schriftzug bemalten Rücken zeigte. Nachdem mit 7. Februar 2012 Pinter als Vizepräsident und Sportchef des mittlerweile in der Drittklassigkeit agierenden DSV Leoben bestellt wurde, gab einen Tag später DSV-Trainer Gregor Pötscher seinen freiwilligen Abgang bekannt. Wie bei den meisten seiner letzten Stationen währte auch diese nicht lange; bereits nach exakt drei Monaten und nachdem Pinter für einige Tage auch als Interimstrainer der ersten Kampfmannschaft tätig war, nachdem er den neuen Trainer Bernhard Muhr und sechs Spieler suspendiert hatte, wurde er wieder entlassen. Zuletzt gab er Coaching-Seminare.

### Anstellungen als Trainer bzw. Manager
| 1. Division: - Panachaiki Patras, Griechenland - Thor Waterschei, Belgien - Grazer AK (Trainer und Manager), Österreich (1987 und 1990) - Wiener Sportklub (Trainer und Manager), Österreich - Lech Posen, Polen - NK Croatia Sesvete, Kroatien | andere gehobene Spielklassen: - Brynäs IF, Schweden - SpVgg Bayreuth, Deutschland - Kremser SC (Trainer und Manager), Österreich - Wiener Sportklub, Österreich - Grazer AK, Österreich |

### Aufstiege in die 1. Liga
- Grazer AK
- Wiener Sportklub

## Politik
Für die Liste Frischer Wind trat er bei den Gemeinderatswahlen in Graz 1988 an. Bei der Nationalratswahl in Österreich 1994 führte er die VGÖ (Vereinte Grüne Österreichs) an. Bereits in den 1980ern trat er als Lokalpolitiker bei diversen Wahlen an.

## Zitate
„Es gibt zwei Prozent Genies und 98 Prozent Naturdeppen.“

„Der GAK ist vergleichbar mit meiner ersten großen Liebe.“

„Ich hatte früher beim GAK zwei Ribérys.“

„Heute sind das meistens Profilneurotiker.“

„Wenn sie ein Tor schießen oder einen Punkt machen bei der Euro, muss Österreich dem Hickersberger ein Denkmal setzen. Ein Denkmal!“

„Ich habe immer schon mehr gewusst als die, die am Werk sind.“

„Ich garantiere Ihnen, wenn ich Trainer bei einem der Grazer Klubs wäre, wäre die Kiste bei den Heimspielen wieder bumsvoll.“

„Wenn man den Menschen die Haut abzieht – und ich habe im Medizinstudium genug Leichen seziert –, sind alle gelb.“

„Den habe ich damals beim Sportklub schon aus charakterlichen Gründen rausgehaut.“

„Ich glaube an das Gute und bin überzeugt, ein anständiger Mensch zu sein.“